# 阿尔德韦拉德拉沃韦达
阿尔德韦拉德拉沃韦达，是西班牙卡斯蒂利亚-莱昂萨拉曼卡省的一个市镇。 总面积71平方公里，总人口371人（2001年），人口密度5人/平方公里。